# Tableau des médailles des Jeux olympiques d'été de 2012

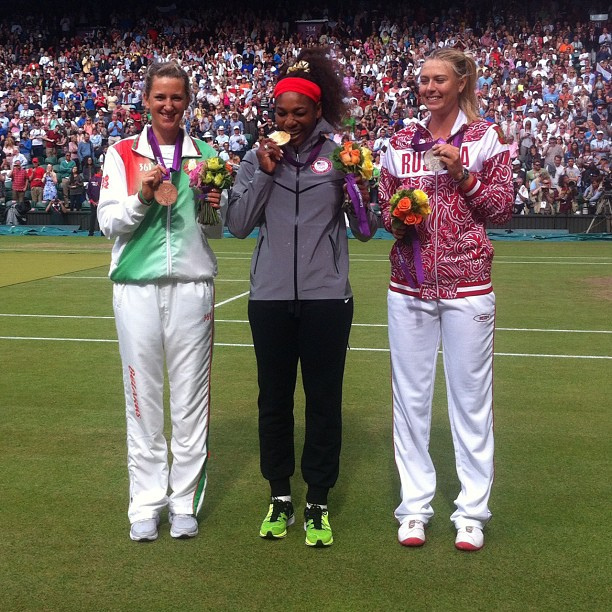
le podium des tenniswomen 2012

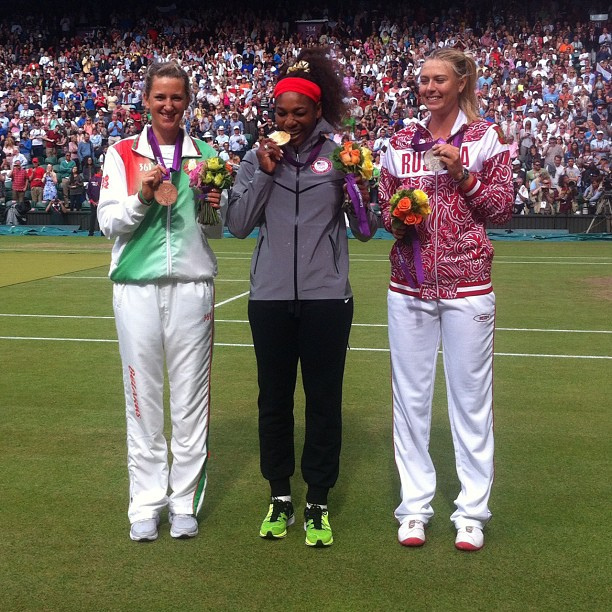
le podium de l'épreuve tennis au jo 2012

Le tableau des médailles des Jeux olympiques d'été de 2012 donne le classement, selon le nombre de médailles gagnées par leurs athlètes, des pays participant aux Jeux olympiques d'été de 2012, qui se tiennent dans la ville de Londres du 25 juillet au 12 août 2012.

## Classement
D'après le règlement du Comité international olympique, aucun classement des pays n'est reconnu à titre officiel et le tableau des médailles n'est donné qu'à titre informatif. Les nations sont classées selon le nombre de médailles d'or, puis d'argent et de bronze de leurs athlètes. En cas d'égalité, les pays sont classés selon leur code CIO. Dans les sports par équipes, les victoires sont comptabilisées comme une seule médaille.
Le nombre total de médailles en or, argent et bronze est différent car plusieurs médailles du même métal peuvent être remises dans certaines épreuves ou lorsque des athlètes finissent ex æquo. Cela a été le cas en natation où deux athlètes ont obtenu la médaille d'argent en 200 m nage libre hommes, et de même en 100 m papillon hommes. C'est pourquoi il y a 2 médailles d'argent de plus que de médailles d'or. Par ailleurs, trois athlètes ont été médaillés en argent en saut en hauteur masculin. 
En outre, dans les sports de combat boxe, judo, lutte, et taekwondo deux médailles de bronze sont remises dans chacune de ces catégories.
Note : Ce tableau reflète le classement final au terme des Jeux, sur le site officiel. Il a été mis à jour en novembre 2020, à la suite des innombrables sanctions suivies de retraits de médailles intervenues après 2012. Il a été une nouvelle fois remis à jour en janvier 2023. A priori, le podium d'une seule épreuve est en attente de réorganisation : le 400 mètres haies féminin.
- Pays organisateur (Royaume-Uni)

| Rang  | Nation                 | Or  | Argent | Bronze | Total |
| ----- | ---------------------- | --- | ------ | ------ | ----- |
| 1     | États-Unis             | 48  | 26     | 30     | 104   |
| 2     | Chine                  | 39  | 31     | 22     | 92    |
| 3     | Royaume-Uni            | 29  | 18     | 18     | 65    |
| 4     | Russie                 | 18  | 21     | 27     | 66    |
| 5     | Corée du Sud           | 13  | 9      | 8      | 30    |
| 6     | Allemagne              | 11  | 20     | 13     | 44    |
| 7     | France                 | 11  | 11     | 13     | 35    |
| 8     | Australie              | 8   | 15     | 12     | 35    |
| 9     | Italie                 | 8   | 9      | 11     | 28    |
| 10    | Hongrie                | 8   | 4      | 6      | 18    |
| 11    | Japon                  | 7   | 14     | 17     | 38    |
| 12    | Iran                   | 7   | 5      | 1      | 13    |
| 13    | Pays-Bas               | 6   | 6      | 8      | 20    |
| 14    | Nouvelle-Zélande       | 6   | 2      | 5      | 13    |
| 15    | Ukraine                | 5   | 4      | 10     | 19    |
| 16    | Cuba                   | 5   | 3      | 7      | 15    |
| 17    | Espagne                | 4   | 10     | 6      | 20    |
| 18    | Jamaïque               | 4   | 5      | 4      | 13    |
| 19    | République tchèque     | 4   | 4      | 3      | 11    |
| 20    | Afrique du Sud         | 4   | 1      | 1      | 6     |
| 21    | Corée du Nord          | 4   | -      | 3      | 7     |
| 22    | Brésil                 | 3   | 5      | 9      | 17    |
| 23    | Pologne                | 3   | 2      | 6      | 11    |
| 23    | Kazakhstan             | 3   | 2      | 6      | 11    |
| 25    | Éthiopie               | 3   | 2      | 3      | 8     |
| 26    | Croatie                | 3   | 1      | 2      | 6     |
| 27    | Canada                 | 2   | 6      | 10     | 18    |
| 28    | Biélorussie            | 2   | 5      | 3      | 10    |
| 29    | Kenya                  | 2   | 4      | 7      | 13    |
| 30    | Danemark               | 2   | 4      | 3      | 9     |
| 31    | Roumanie               | 2   | 4      | 1      | 7     |
| 32    | Azerbaïdjan            | 2   | 2      | 5      | 9     |
| 33    | Suisse                 | 2   | 2      | -      | 4     |
| 34    | Norvège                | 2   | 1      | 1      | 4     |
| 35    | Lituanie               | 2   | 0      | 3      | 5     |
| 36    | Tunisie                | 2   | -      | 1      | 3     |
| 37    | Suède                  | 1   | 4      | 3      | 8     |
| 38    | Colombie               | 1   | 3      | 5      | 9     |
| 39    | Mexique                | 1   | 3      | 4      | 8     |
| 40    | Géorgie                | 1   | 2      | 3      | 6     |
| 41    | Irlande                | 1   | 1      | 4      | 6     |
| 42    | Argentine              | 1   | 1      | 2      | 4     |
| 42    | Serbie                 | 1   | 1      | 2      | 4     |
| 42    | Slovénie               | 1   | 1      | 2      | 4     |
| 42    | Trinité-et-Tobago      | 1   | 1      | 2      | 4     |
| 46    | Turquie                | 1   | 1      | 1      | 3     |
| 47    | République dominicaine | 1   | 1      | -      | 2     |
| 48    | Taipei chinois         | 1   | -      | 1      | 2     |
| 48    | Lettonie               | 1   | -      | 1      | 2     |
| 50    | Algérie                | 1   | -      | -      | 1     |
| 50    | Bahamas                | 1   | -      | -      | 1     |
| 50    | Bahreïn                | 1   | -      | -      | 1     |
| 50    | Grenade                | 1   | -      | -      | 1     |
| 50    | Ouganda                | 1   | -      | -      | 1     |
| 50    | Venezuela              | 1   | -      | -      | 1     |
| 56    | Égypte                 | -   | 3      | 1      | 4     |
| 57    | Inde                   | -   | 2      | 4      | 6     |
| 58    | Mongolie               | -   | 2      | 3      | 5     |
| 59    | Thaïlande              | -   | 2      | 2      | 4     |
| 60    | Bulgarie               | -   | 2      | 1      | 3     |
| 60    | Finlande               | -   | 2      | 1      | 3     |
| 60    | Indonésie              | -   | 2      | 1      | 3     |
| 63    | Slovaquie              | -   | 1      | 3      | 4     |
| 64    | Belgique               | -   | 1      | 2      | 3     |
| 65    | Arménie                | -   | 1      | 1      | 2     |
| 65    | Estonie                | -   | 1      | 1      | 2     |
| 65    | Malaisie               | -   | 1      | 1      | 2     |
| 65    | Porto Rico             | -   | 1      | 1      | 2     |
| 65    | Qatar                  | -   | 1      | 1      | 2     |
| 70    | Botswana               | -   | 1      | -      | 1     |
| 70    | Chypre                 | -   | 1      | -      | 1     |
| 70    | Gabon                  | -   | 1      | -      | 1     |
| 70    | Guatemala              | -   | 1      | -      | 1     |
| 70    | Monténégro             | -   | 1      | -      | 1     |
| 70    | Portugal               | -   | 1      | -      | 1     |
| 76    | Ouzbékistan            | -   | -      | 3      | 3     |
| 77    | Grèce                  | -   | -      | 2      | 2     |
| 77    | Singapour              | -   | -      | 2      | 2     |
| 79    | Afghanistan            | -   | -      | 1      | 1     |
| 79    | Arabie saoudite        | -   | -      | 1      | 1     |
| 79    | Cameroun               | -   | -      | 1      | 1     |
| 79    | Hong Kong              | -   | -      | 1      | 1     |
| 79    | Koweït                 | -   | -      | 1      | 1     |
| 79    | Maroc                  | -   | -      | 1      | 1     |
| 79    | Vietnam                | -   | -      | 1      | 1     |
| 79    | Tadjikistan            | -   | -      | 1      | 1     |
| Total | Total                  | 303 | 305    | 353    | 961   |

## Médailles retirées
Le 30 janvier 2015, la fédération russe annonce qu'en raison de ses paramètres anormaux de son passeport biologique, Yuliya Zaripova est suspendue des compétitions  pendant 30 mois à compter du 25 juillet 2013. Ses résultats du 20 juin au 20 août 2011 puis du 3 juillet 2012 au 3 septembre 2012 sont annulés, ce qui devrait lui faire perdre le titre olympique. C'est l'athlète tunisienne Habiba Ghribi qui récupère la médaille d'or.
En mai 2015, le relais américain du 4 × 100 m en athlétisme perd sa médaille d'argent après la disqualification de Tyson Gay pour dopage après un contrôle de juin 2013 et une sanction qui le prive de tous ses résultats à partir de juillet 2012,. Fin juin, le CIO confirme la récupération de la médaille d'argent par Trinité-et-Tobago et de la médaille de bronze par la France.
Le 23 novembre 2020, l’haltérophile roumain Razvan Martin est déchu de sa médaille de bronze (moins de 69 kg) par décision du C.I.O. Roxana Cocos quant à elle est déchue de sa médaille d’argent obtenue dans la catégorie "moins de 69 kg". Les deux médailles sont vacantes au 4 décembre 2020.